# August von Kreling

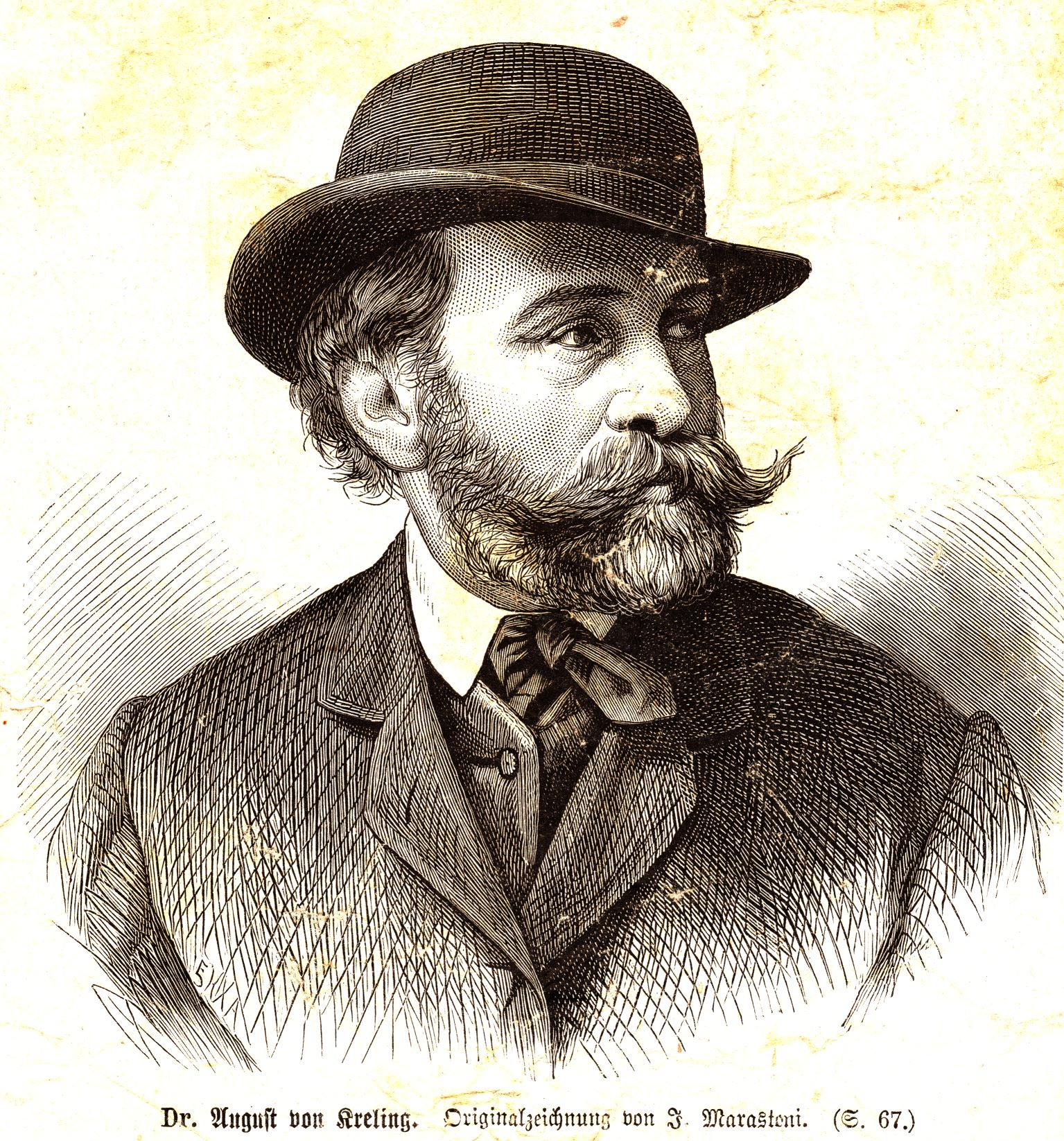
August von Kreling

August von Kreling, född den 23 maj 1819 i Osnabrück, död den 22 april 1876 i Nürnberg, var en tysk målare och skulptör.
von Kreling studerade i Hannover och i München under Schwanthaler och Cornelius och blev 1853 direktor för konstskolan i Nürnberg, som under hans ledning lyfte sig till en i Tyskland allmänt erkänd hög betydelse. Han dekorerade teatern i Hannover och utförde kartonger dels till glasmålningar för kyrkor, dels till kejsarbilder på Burg i Nürnberg (1870). Som bildhuggare utförde von Kreling Henrik Posthumus av Reuss staty i Gera, Keplermonumentet i Weil der Stadt samt en figurrik fontän för Cincinnati i Amerika. För Goethes "Faust" utförde han omkring 100 kompositioner (1871-76, i Sverige delvis kända genom folioupplagan av Viktor Rydbergs Faustöversättning 1876). Dessutom lämnade von Kreling ritningar och modeller till konstindustriella föremål, pokaler och dryckeskannor med mera.